# Дунгуан
Дунгуан (东莞) град је Кини у покрајини Гуангдонг. Према процени из 2009. у граду је живело 401.780 становника.

## Становништво
Према процени, у граду је 2009. живело 401.780 становника.
| 1990.   | 2000.   | 2009    |
| ------- | ------- | ------- |
| 310.633 | 363.882 | 401.780 |